# Svimjisamband Føroya
Svimjisamband Føroya (kurz SSF; deutsch „Schwimmverband Färöer“) ist der nationale Dachverband für den Schwimmsport auf den Färöern. Seinen Sitz hat er im ÍSF-Húsið, dem Hauptquartier des färöischen Sportverbandes Ítróttasamband Føroya (ÍSF), beim Sportstadion Gundadalur in der Hauptstadt Tórshavn. Neben der Mitgliedschaft im ÍSF als einer von 16 Sportfachverbänden ist Svimjisamband Føroya auch Mitglied im Nordischen Schwimmverband, im europäischen Schwimmverband LEN und im Weltschwimmverband FINA. Präsident des 1980 gegründeten färöischen Schwimmverbandes ist Jon Hestoy.
Sieben Schwimmvereine sind unter dem Dach des Verbandes vereinigt: Flot in Saltangará, Fuglafjarðar Svimjifelag in Fuglafjørður, Havnar Svimjifelag in Tórshavn, Reysti bzw. Svimjifelagið Reki in Leirvík, Svimjifelagið Skeggjar in Norðragøta, Ægir in Klaksvík und Suðuroyar Svimjifelag (kurz Susvim) von der Inseln Suðuroy. Vom Verein Susvim stammt der erfolgreichste Schwimmer des Verbandes, Pál Joensen, der in der Schwimmhalle  von Vágur trainiert. Er ist mit einer Silbermedaille bei den Schwimmeuropameisterschaften 2010 der erste Sportler der Färöer, der bei internationalen Meisterschaften eine Medaille gewinnen konnte. Nach dem Medaillengewinn wurden Pläne beschleunigt, ihm zu Ehren das erste 50-m-Becken der Färöer in Vágur zu bauen.